# Lijst van beschermd erfgoed in de gemeente Nommern
In deze lijst van beschermd erfgoed in de gemeente Nommern zijn alle geclassificeerde nationale monumenten van de Luxemburgse gemeente Nommern opgenomen.

## Monumenten per plaats

### Cruchten
| Object                 | Bouwjaar/architect | Locatie | Datum beschermd?  | Coördinaten | Afbeelding |
| ---------------------- | ------------------ | ------- | ----------------- | ----------- | ---------- |
| Gebouwen van Buurghaff |                    |         | 6 maart 2009 (MN) |             |            |

### Niederglabach
| Object                                                         | Bouwjaar/architect | Locatie | Datum beschermd?   | Coördinaten | Afbeelding |
| -------------------------------------------------------------- | ------------------ | ------- | ------------------ | ----------- | ---------- |
| Eik (Quercus sp.) groeiende op een plaats genaamd «Scheidchen» |                    |         | 29 maart 1974 (IS) |             |            |

### Nommern
| Object   | Bouwjaar/architect | Locatie | Datum beschermd?      | Coördinaten | Afbeelding |
| -------- | ------------------ | ------- | --------------------- | ----------- | ---------- |
| Percelen |                    |         | 20 november 1972 (MN) |             |            |

### Oberglabach
| Object                              | Bouwjaar/architect | Locatie | Datum beschermd?      | Coördinaten | Afbeelding |
| ----------------------------------- | ------------------ | ------- | --------------------- | ----------- | ---------- |
| Kapel van Oberglabach en diens site |                    |         | 11 augustus 1983 (IS) |             |            |

### Schrondweiler
| Object                                                                                             | Bouwjaar/architect | Locatie            | Datum beschermd?   | Coördinaten | Afbeelding |
| -------------------------------------------------------------------------------------------------- | ------------------ | ------------------ | ------------------ | ----------- | ---------- |
| Boerderij en bijgebouwen                                                                           |                    | rue Giedertseck 10 | 6 juli 1989 (IS)   |             |            |
| Bruggetje op een plaats genaamd «In Birkelt», de weg die leidt tot Schrondweiler van Niederglabach |                    |                    | 14 april 1986 (IS) |             |            |

## Bron
- Liste des immeubles et objets classés monuments nationaux ou inscrits à l'inventaire supplémentaire